# Római katolikus templom (Csíkszentlélek)
A csíkszentléleki római katolikus templom Csíkszeredától 5 kilométerre,  Csíkszentlélek északkeleti részén, a templom tízes területén  látható. A romániai műemlékeinek hivatalos jegyzékében a HR-II-a-A-12857 sorszámon szerepel.
| „                           | A falun kívüli dombon festői képe van e várfallal övezett, középkori, római katolikus templomnak. | ” |
| – Keöpeczi Sebestyén József |                                                                                                   |   |

## A templom története
Csíkszentléleket először 1333-ban említik az okiratokban, de Spiritu Sancto néven. 1333-ban plébániatemploma volt, abban az évben a pápai tizedjegyzék szerint papja, János 1 banálist fizetett, 1334-ben 2 banálist.
A falu nevét is a Szentlélek tiszteletére szentelt templomától kapta, a 16. század elején.
A templom a 15. században épült  gótikus stílusban,  amelyből  csak a szentélye maradt meg. Egy 1716-os püspöki vizitáció alkalmából készült összeírás szerint akkor fa harangláb tartozott a templomhoz a kerítésen kívül, tehát ekkor még nem volt kőből épült tornya.
A mai formáját az 1806-os restaurálás alkalmával nyerte el, amikor a  templom  hajóját barokk stílusban átalakították és meghosszabbították, ugyanakkor új mennyezetet is kapott. Abban a  korban épült a tornya  is. Gótikus jellegét a faragott támkövekre támaszkodó köbordázatos szentély igazolja.  A szentély falába a paraszti gótikára jellemző szentségtartó fülke épült.
A templom művészi szárnyas oltára 1510-ben készült. 1914-ben a Magyar Nemzeti Múzeumba került, jelenleg a Magyar Nemzeti Galéria állandó kiállításán látható.
A műemléktemplom harangját 1511-ben öntötték.

## A templom leírása

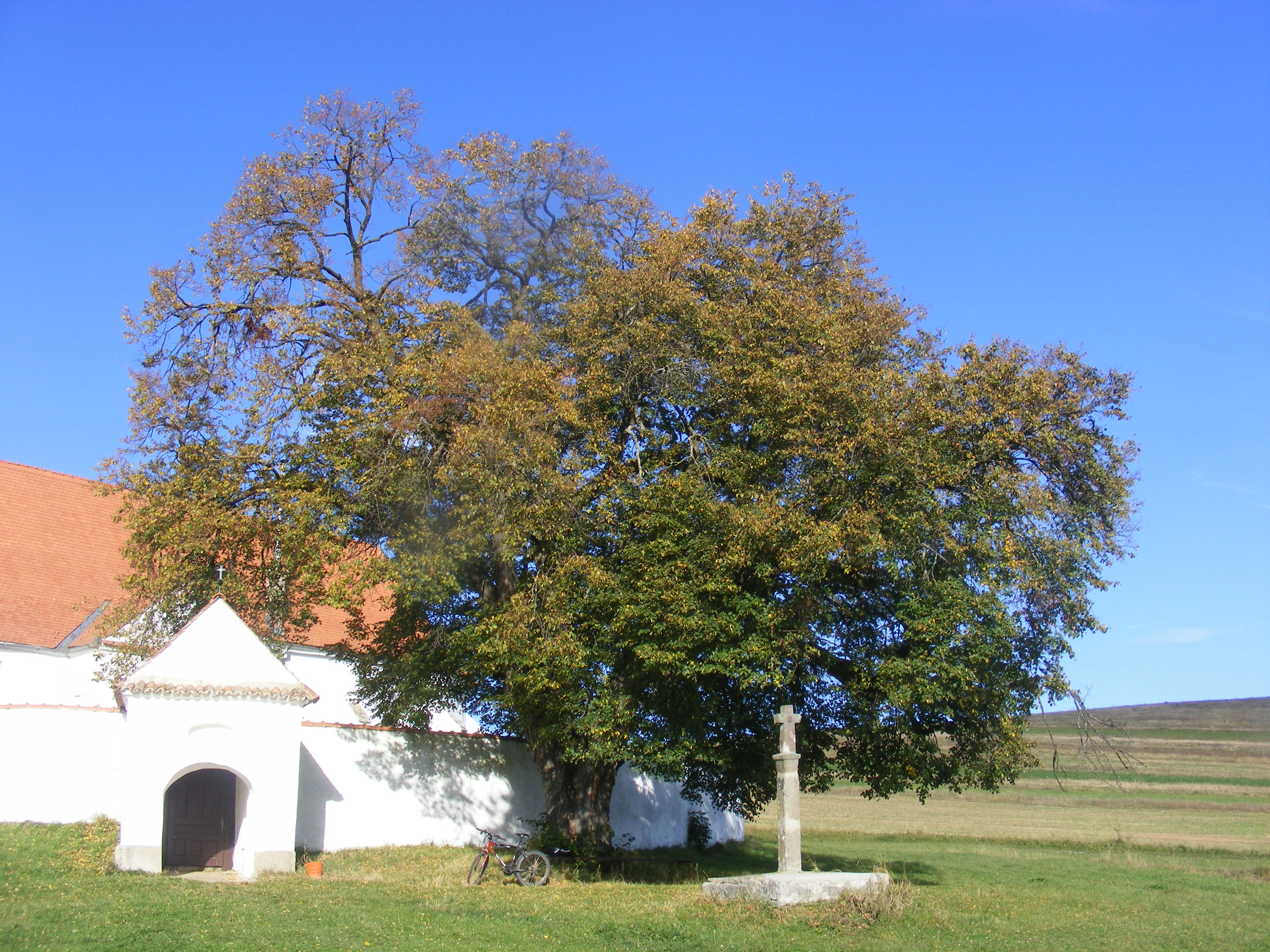
Csíkszék legöregebb fája (hársfa) a templom mellett. Közel 500 éves.

A 15. századi gótikus templomból csak a szentélye maradt meg változatlan hálóboltozatával, csúcsíves diadalívével és ablakaival.
Népművészeti, történelmi szempontból is különös figyelmet érdemel az apszis evangéliumi oldalán elhelyezett szentségtartó fülke, amely a paraszti gótikának egyik szép alkotása. A téglából készült bordák egyszerű gyámköveken nyugszanak és zárókövek nélkül futnak össze.
A templom apszisa a nyolcszög három oldalával záródik. A poligon záródású apszis 11,93 méter hosszú és 6,58 méter széles.  Tengelye nem pontosan kelet-nyugati irányú, mert 24 fokkal délre hajlik. A csúcsíves ablakok mérművei hiányoznak.
Hajóját 1806-ban barokk stílusban  átalakították, a műemlék épület új mennyezetet kapott, ugyanakkor épült a torony is. A templom kórusa egyetlen nagy boltívre támaszkodik.
A déli kapu kerete a román-gót átmeneti kor alkotása a 14. századból.
A templom nagyobbik harangját a Szentlélek tiszteletére szentelték fel, amelyen a következő felirat olvasható:
ANNO DOMINI 1511 patrum gromate.
Kisebbik harangját pedig Páduai Szent Antal tiszteletére nevezték el.
A csíkszentléleki római katolikus templom lőréses várfalall van körülvéve.

## A templom szárnyas oltára

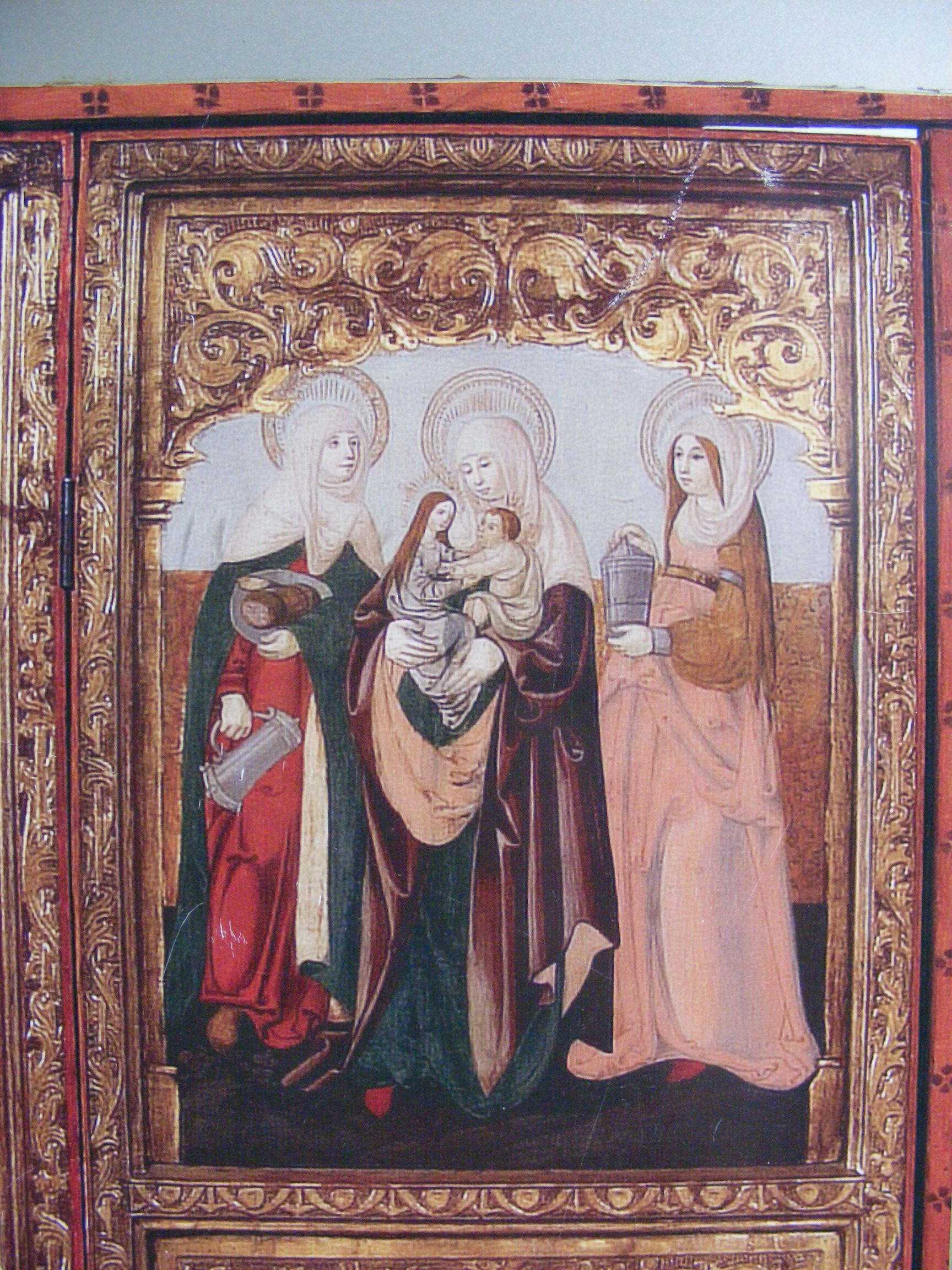
Erzsébet és Magdolna közt Szt Anna jobb karján Mária, bal karján Jézussal

A csíkszentléleki templom  művészettörténeti értéke a szárnyas oltár, amely 1914 óta a Magyar Nemzeti Múzeum tulajdonában van. Korát két címeres felirata jelzi:
„Insignia Filiorum Czako 1510. Insignia  Regis Ungarie.”
Az évszámot a Czakó család címere és II. Ulászló Jagelló kori magyar címer fogja közre.
Balogh Jolán Az erdélyi renaissance című munkájában így ír a szárnyas oltárról:
„Talán a legjellegzetesebben képviseli a csíki művészetet. Rajta, részletekben, már renaissance  motívumok is feltűnnek.”
A csíkszentléleki szárnyas oltár 306x316 cm fára festett, faragott aranyozott, ünnepi kinyitott változatán a központi nagy képen a Szentlélek eljövetelét ábrázolták, míg a szárnyakon elkülönítve balról a 'keletelt' templom északi fala felől, férfi szentek, jobbszárnyakon női szentek kaptak helyet. Ezen elosztás megegyezik a templomi ülésrenddel, mely szerint a templomhajó déli fala mentén lévő padokba nők foglaltak helyet, és az északi oldalon a férfiak. A központi kép festése fölött ívben aranyozott virágindás faragással gazdagították, melyben két azonos méretű szimmetrikusan elhelyezett rozettát faragtak a kép felső sarkaiba. A női oldalon egy négyosztatú virág, a férfi oldalon forgó rózsa (rozetta), a napforgásnak megfelelően. A székelykapukon, is jelen van a, jobbra -balra forgó rozetta, a Nap -Hold szimbólumaként, mint a férfi és a nő princípiuma e világban. A nyitható szárnyak előlapjain Assisi Szent Ferenc amint megkapja a stigmáit, alatta Szent Ambrus, Szent Ágoston, és Szent Balázs képei láthatók. Másik oldalt fent Erzsébet és Mária Magdolna között Szent Anna látható, aki ölében tartja Máriát és a gyermek Jézust. A jobb alsó képen Katalin, Borbála és Dorottya sorakoznak. A lunettán Mária Mennyben koronázott, a szivárványon ülő Atya és Fiú Isten által, a galamb alakú Szentlélek jelenében, míg maga is a Szövetség szivárványán ül. A predellán a sírból kiemelkedő Fájdalmas Krisztus, Mária és Szent János mellett, a bal oldalon a donátorok címere látható szalagon felirattal.
A szárnyak külsején, az oltár zárt állapotában, a böjti készületidőben van így, Krisztus kínszenvedésének nyolc jelenete látható, amely Dürer metszetei alapján készült.
A készítési évszáma azonos a csíksomlyói Kegyszobor keltezésével, és Guadalupében (a Világ legnagyobb Mária Kegyhelye), szintén ezekben az években adja képmását, máig élően egy pásztor ruhájának szövetére. Itt a csíkszentléleki szárnyas oltáron a Szűz Anya, négy életállapotában adja képmását az alkotója által. így megjelenik, mint fájdalmas Anya, mint gyermek Szent Anna jobb karján a gyermek Jézussal egyetemben aki a bal karján ül.  Ábrázolva van, mint mennyben Koronázott, és a központi képen, az Utolsó vacsora termében, az Úr Jézus Krisztus helyét foglalván el az apostolok gyűrűjében legmagasabban ábrázolva. A szereplők mögött lezáró brokátfüggöny és a szinte a figurák fölé boruló, aranyozott, növényi indás, virágos ornamentika,eszünkbe juttatja hogy Ő az ki a végítélet napján köpenye alá menekíti a hozzá menekülő lelkeket (Bögöz templom végítélet freskó).
„Darabos rajz, ám hatalmas erő és drámaiság, kemény, de virító színezés és pompás dekorativ hatás jellemzi ezt az oltárt, amelynek mestere korlátlanul uralkodott művészetének eszközein, de csak addig erőltette meg magát, amennyire falusi templom félhomályába szánt művének dekorativ hatása megkövetelte.” /Keöpeczi Sebestyén József/